# Хабовичи
Хабо́вичи (бел. Хабовічы, полес. Хабовэчэ) — деревня в Кобринском районе Брестской области Белоруссии. Входит в состав Дивинского сельсовета.
По данным на 1 января 2016 года население составило 597 человек в 231 домохозяйстве.
В деревне расположены почтовое отделение, средняя школа, ясли-сад, Дом культуры, фельдшерско-акушерский пункт и магазин.

## География
Деревня расположена в 18 км к юго-востоку от города и станции Кобрин и в 63 км к востоку от Бреста, у автодороги Р127 Кобрин-Дивин.

## История

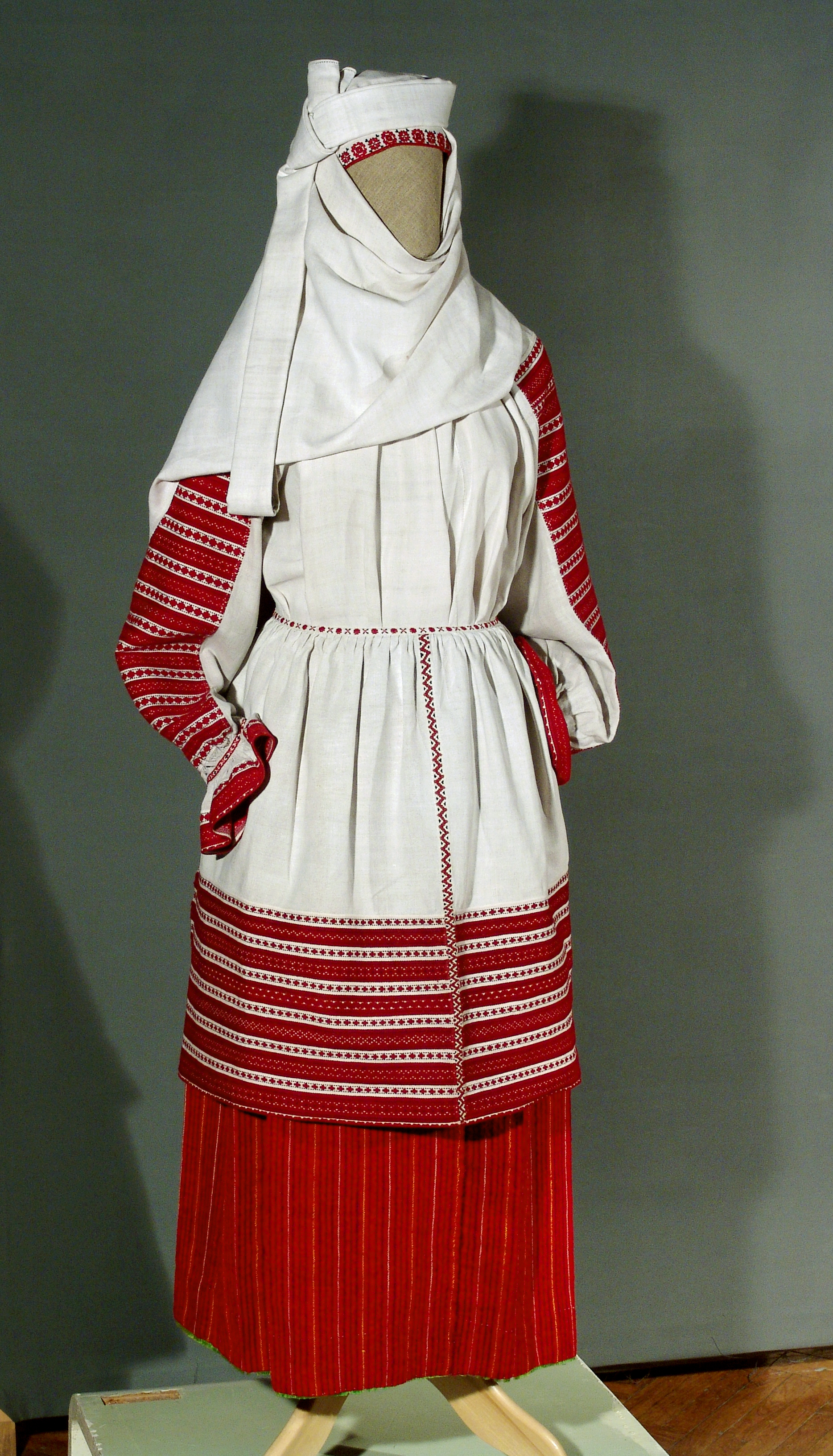
Традиционный женский праздничный костюм (кобринский строй, деревня Хабовичи, конец XIX века, Музей древнебелорусской культуры

Населённый пункт известен с XVI века как селение в Трокском воеводстве Великого княжества Литовского. В 1563 году Хабовичи — село в Кобринском экономии, 17 волок земли. В 1597 году село селецкого войтовства Кобринского староства (экономии), действовала корчма. В 1724 году Хабовичи — село в Брестской экономии, 29 волок земли. В 1789 году — деревня, 29 волок, 40 морг земли, 47 хозяйств, 260 жителей, трактир; в составе Дивинского ключа той же экономии.
После третьего раздела Речи Посполитой (1795) деревня оказалась в составе Российской империи, в Кобринском уезде, с 1801 года в Гродненской губернии. Деревню Хабовичи Суворов подарил полковнику Корецкому, численность населения на то время составляла 120 душ.
В 1890 году село — 2350,5 десятин земли, церковь, в Блоцкой (Болотской) волости. В 1888 году Хабовичский православный приход насчитывал 1148 верующих. В 1897 село (при военно-коммуникационной дороге Кобрин-Дивин), 76 дворов, 551 житель, действовали Покровская церковь, церковно-приходская школа, хлебозапасный магазин, 2 ветряные мельницы, питейное заведение. В 1905 году — 670 жителей. В 1911 году — 607 жителей.
С 1921 года в составе Польши, в Блоцкой гмине Кобринского повета Полесского воеводства, в деревне насчитывалось 143 дома, 741 житель. В 1930-е годы имелась школа. С 1939 года в составе БССР, с 15 января 1940 года в Дивинском районе Брестской области, с 12 октября 1940 года до 30 октября 1959 года центр сельсовета того же района, с 8 августа 1959 года в Кобринском районе. В 1940 году деревня, 184 дворов, 852 жителей, действовала начальная школа, магазин. На территории сельсовета начислялись 3 населенных пункта, 1431 житель.
В Великую Отечественную войну оккупирована немцами с июня 1941 года до июля 1944 года. В боях с захватчиками на фронтах погибло 14 сельчан (в 1965 установлен обелиск). В 1949 году 22 хозяйства объединили в колхоз имени Молотова (председатель М. С. Мисюк). Согласно переписи 1959 года Хабовичи насчитывали 448 жителей, в 1970 году — 1048 жителей. В 1999 году 255 хозяйств, 713 жителей, центр колхоза имени Кутузова (с 2004 СПК «Кутузовский»).
В разное время население составляло:
- 1999 год: 255 хозяйств, 713 человек;
- 2009 год: 612 человек;
- 2016 год[2]: 231 хозяйство, 597 человек;
- 2019 год[1]: 477 человек.

## Культура
- Музей ГУО "Хабовичская средняя школа"

## Достопримечательность
- Свято-Покровская церковь (1899) —  Историко-культурная ценность Республики Беларусь, шифр 113Г000450

## Галерея

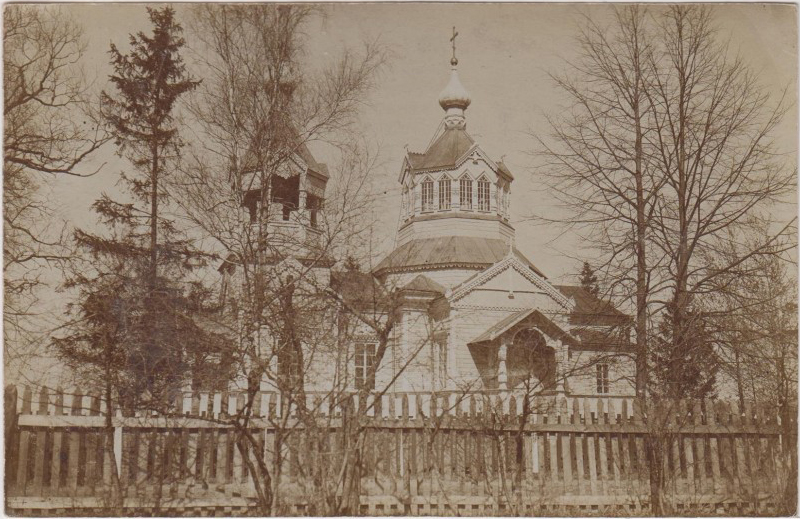
Покровская церковь на старых снимках
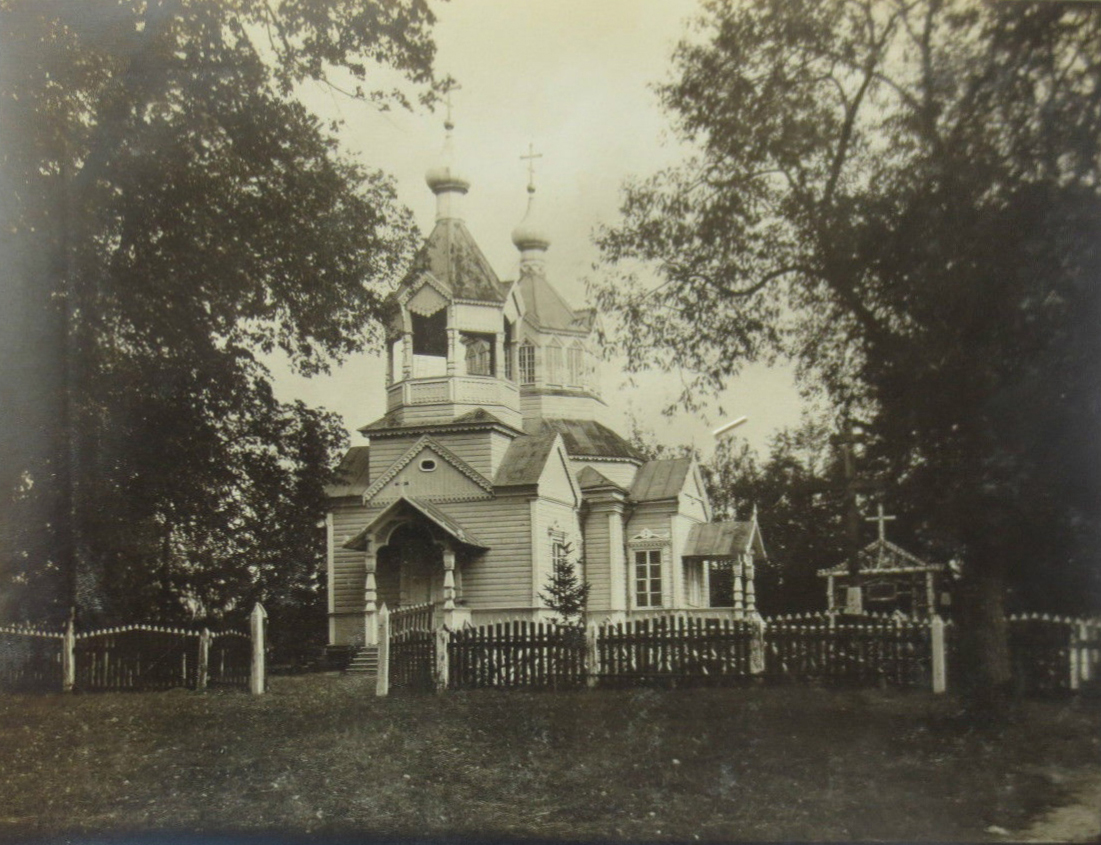
Покровская церковь на старых снимках

## Известные уроженцы
Иван Хмиль (1897—1974) — украинский поэт, учитель, деятель брестской «Просвиты», участник УПА, затем эмигрант. Автор этнографических очерков о Полесье.